# Herlinda Sánchez Laurel
Herlinda Sánchez Laurel Zúñiga (Ensenada, Baja California, 24 de mayo de 1941-Ciudad de México, 21 de febrero de 2019), fue una artista y maestra de artes plásticas en la Facultad de Artes y Diseño de la Universidad Nacional Autónoma de México. Ha sido reconocida en el Salón de la Plástica Mexicana, Bellas Artes y La Unión de Mujeres Universitarias entre muchos otros premios y reconocimientos.

## Biografía
Herlinda Sánchez Laurel Zúñiga nació en Ensenada, Baja California, México, el 24 de mayo de 1941. Realizó estudios básicos en esa ciudad. Su primer empleo fue como secretaria en una Notaría Pública y después como empleada y funcionaria en un banco. Paralelamente comenzó sus primeros pasos la práctica pictórica.
En 1964 obtiene el segundo lugar en un concurso de pintura organizado por la Universidad Autónoma de Baja California. En 1965 emigra a la Ciudad de México para iniciar su carrera profesional. Ese mismo año ingresa a la Escuela Nacional de Pintura, Escultura y Grabado "La Esmeralda" del INBA, concluyendo sus estudios en 1969. Ese año comienza a pintar el mural "Alegoría a la lucha" con el tema del Movimiento de 1968 dentro del Sindicato Estatal de Maestros, en Ensenada, Baja California. En 1971 regresa a la Ciudad de México.
En 1971 comienza su carrera docente en la UNAM, primero en el Centro Interdisciplinario de Arte de la Casa del Lago. También realiza actividades como diseñadora gráfica en la Dirección General de Difusión Cultural, comisionada en la Imprenta Madero bajo la dirección de Vicente Rojo y Adolfo Falcón Garza.
De 1973 a 1976 trabajó como ilustradora, jefe de ilustradores y coordinadora general de los Libros de Texto Gratuito en la Secretaría de Educación Pública. En 1976 trabajó como diseñadora gráfica y Directora artística de la Editorial Renacimiento, y más tarde en la Editorial de la Universidad de Sinaloa y Editorial Dí.
En 1987 se incorporó como profesora en la Escuela Nacional de Artes Plásticas de la UNAM, impartiendo materias de Experimentación Visual y también ejerciendo como docente en otras universidades.
En 2013 se edita la biografía El arte fantástico e intimista de Herlinda Sánchez Laurel Zúñiga, de Susana Herrera Aviña. A partir del 2005 funda el Taller Alternativo de Pintura Herlinda Sánchez Laurel Z. TAP/HSLZ en el cual se dedica a impartir clases a nivel profesional en su estudio y realiza cursos en varios estados de la república y de esta experiencia se desprenden varias exposiciones de pintura de sus alumnas en distintos espacios culturales, así como la edición del Libro 7+2, TAP/HSLZ, de Blanca González Rosas y Herlinda Sánchez Laurel presentado en la Academia de San Carlos, habiendo participado en ésta presentación la crítica de arte Avelina Lésper y el Dr. José Daniel Manzano Águila, director de la Institución en ese momento y a la vez, se inauguró una exposición con la obra que aparece en el mencionado libro. Posteriormente se presenta en la Casa Lamm, también con exposición de la obra seleccionada.
En 2015 se jubiló de la Escuela Nacional de Artes Plásticas ahora Facultad de Artes y diseño de la UNAM, dedicándose en su taller a la investigación en su propia obra de dibujo, gráfica y pintura, así como a dar asesorías y supervisiones a alumnas y exalumnos de la carrera de pintura.

## Premios y distinciones
- 1964,  Segundo lugar en Concurso Estatal de Pintura, Universidad Autónoma de Baja California, Mexicali, Baja California Norte.
- 1980,  Mención honorífica, Sección de Pintura del Salón Nacional de Artes Plásticas del Instituto Nacional de Bellas Artes, INBA México, D.F.
- 1983,  Premio de Adquisición. Sección de Pintura del Salón Nacional de Artes Plásticas del Instituto Nacional de Bellas Artes, México, D.F.
- 1985,  Mención honorífica. Sección de Pintura del Salón Nacional de Artes Plásticas del Instituto Nacional de Bellas Artes, México, D.F.
- 1987,  Mención honorífica. Sección de Dibujo, Salón de la Plástica Mexicana, INBA, SEP. México, D.F.
- 1991,  Premio París 1991, otorgado por la Cruz Roja Mexicana, Aeroméxico y el Grupo de los dieciséis, A.C., México-Paris.
- 2002,  Homenaje en las ciudades de Ensenada, Tijuana y Mexicali por parte Gobierno del estado de Baja California Norte.[2]
- 2003,  Homenaje y premio Coatlicue en el Palacio de Bellas Artes por la Coordinadora Internacional de las Mujeres en el Arte, ComuArte.
- 2013,  Medalla y diploma al Mérito Universitario por 25 años de docencia en la Facultad de Artes y Diseño de la UNAM.[6]
- 2015,  Medalla 'Sor Juana Inés de la Cruz' por la Escuela Nacional de Artes Plásticas, UNAM, por sus méritos académicos.[2]
- 2018,  Homenaje por su trayectoria y 50 años de carrera en el Seminario de Historia de Baja California.

## Exposiciones

### Exposiciones individuales
- 1995, "Juegos de luz y niebla" en el Palacio Nacional de Bellas Artes, sala Justino Fernandez.[5]
- 2001, Exposición y homenaje, XI Aniversario de la Galería de la Ciudad, en el Instituto de Cultura de Baja California, Gobierno del Estado, Ensenada, Baja California.
- 2003, Exposición y homenaje en Tecnológico de Monterrey, Campus Ciudad de México.

### Exposiciones colectivas
- 2003 a 2017, exposiciones colectivas en el Salón de la Plástica Mexicana.[5][7]
- 2010, “Aguafuertes de nuestra historia, Estampa histórica contemporánea”, Academia de San Carlos, UNAM, México, D.F.
- 2014, “Paralelismos plásticos”, Fundación Bancomer, Torreón, Coahuila.